# Jill Ker Conway
Pour les articles homonymes, voir Conway.
Jill Ker Conway (née le 9 octobre 1934 à Hillston (Nouvelle-Galles du Sud) et morte le 1er juin 2018 à Boston (Massachusetts)) est une écrivaine australo-américaine, surtout connue pour son autobiographie et ses premières mémoires, The Road from Coorain.
Elle a également été la première femme présidente du Smith College, la plus grande université féminine américaine de 1975 à 1985 puis professeure invitée au Massachusetts Institute of Technology.

## Biographie
Jill Ker Conway est née à Hillston en Nouvelle-Galles du Sud dans l'outback australien. Durant son enfance, avec ses deux frères, Conway vit dans un isolement total sur une propriété de 73 km2, Coorain (mot aborigène pour « lieu exposé au vent »). À Coorain, elle mène une vie solitaire, et grandit sans jeux, avec la seule compagnie de ses frères. Elle est élevée par sa mère et une gouvernante locale.
Jill Ker Conway passe sa jeunesse à travailler à la ferme. À partir de l'âge de sept ans, elle y joue un rôle actif important, participant à des activités telles que la garde et la tonte des troupeaux de moutons, le contrôle de clôtures et le transport de lourdes charges. La ferme prospère jusqu'à ce que survienne une sécheresse qui dure sept ans. Ce travail épuisant, avec l'aggravation de l'état de santé de son père, pèse lourdement sur ses épaules. Mais tout cela prend fin brutalement alors qu'elle a onze ans, lorsque son père se noie accidentellement. 
Sa mère, une infirmière, refuse tout d'abord de quitter la propriété. Mais après trois années de sécheresse, elle est contrainte de déménager avec ses enfants pour s'installer à Sydney, pour pouvoir mener une vie normale. 
Jill Ker Conway trouve à l'école publique de son quartier un environnement difficile. Ses bonnes manières et son accent provoquent railleries et quolibets chez ses collègues de classe. Cela amène sa mère à l'inscrire à Abbotsleigh, une école privée de filles, où Conway trouve de meilleures conditions intellectuelles et une meilleure acceptation sociale. Après la fin de ses études secondaires à Abbotsleigh, elle s'inscrit à l'université de Sydney où elle étudie l'histoire et l'anglais et obtient son diplôme avec mention en 1958. Après cela, Conway cherche un emploi au ministère des Affaires étrangères mais les membres du conseil, tous de sexe masculin et conservateurs, l'ajournent car, comme elle l'apprend plus tard, elle est « trop belle » et « intellectuellement trop dynamique »[réf. nécessaire]. 
Après ce revers, elle se met à voyager en Europe avec une mère devenue instable. En 1960, elle décide de voler de ses propres ailes et s'installe aux États-Unis. À l'âge de 25 ans, elle obtient un poste à l'université Harvard. Elle est l'assistante de John Conway, un professeur canadien, qui devient son mari jusqu'à sa mort, en 1995. Jill Ker Conway obtient son doctorat à Harvard en 1969 et enseigne à l'Université de Toronto de 1964 à 1975. Son livre, True North, parle de sa vie à Toronto.
De 1975 à 1985, Jill Ker Conway est présidente du Smith College. À partir de 1985, elle est professeure invitée au Massachusetts Institute of Technology. 
Elle meurt le 1er juin 2018 à Boston dans le Massachusetts à l'âge de 83 ans.

## Distinctions
En 1975, Jill Ker Conway fait partie des personnalités de l'année selon Time Magazine parmi « Les Américaines ».
Elle reçoit trente-cinq grades honorifiques et récompenses de collèges, universités et organisations de femmes.

## Ouvrages
- Felipe the Flamingo (2006)
- A Woman's Education (2001)
- Women on Power: Leadership Redefined (2001)
- Earth, Air, Fire, Water: Humanistic Studies of the Environment (2000)
- Overnight Float (avec Elizabeth Topham Kennan et Clare Munnings) (2000)
- In Her Own Words: Women's Memoirs from Australia, New Zealand, Canada, and the United States (1999)
- When Memory Speaks (1998)
- Modern Feminism: An Intellectual History (1997)
- Written By Herself, vol. 2, autobiographies de femmes du Royaume-Uni, d'Afrique, d'Asie et des États-Unis (1996)
- Written by Herself (éditeur) (1995)
- Inventing the Truth: The Art and Craft of Memoir (avec Russell Baker et William Zinsser) (1995)
- True North: A Memoir (1995)
- The Politics of Women's Education (avec Susan Bourque) (1993)
- Autobiographies of American Women: An Anthology (1992)
- The Road from Coorain (1989)
- Learning About Women (avec Susan Bourque et Joan Scott) (1989)
- Utopian Dream or Dystopian Nightmare? Nineteenth Century Feminist Ideas About Equality (1987)
- Women Reformers and American Culture (1987)
- The Female Experience in 18th- and 19th-Century America (1982)
- Women Reformers and American Culture: 1870-1930 (1972)
- Merchants and Merinos (1960)